# Zjednoczenie Przemysłu Artykułów i Tkanin Technicznych
Zjednoczenie Przemysłu Artykułów i Tkanin Technicznych – jednostka organizacyjna Ministerstwa Przemysłu Lekkiego, powstała w celu koordynowania, nadzorowania, kontrolowania oraz sprawowania ogólnego kierownictwa nad działalnością gospodarczą przedsiębiorstw państwowych lub będących pod zarządem państwowym.

## Działalność
Na podstawie zarządzenia Ministra Przemysłu Lekkiego z 1949 r. o utworzeniu „Zjednoczenia Przemysłu Artykułów i Tkanin Technicznych” ustanowiono Zjednoczenie. Zarządzenie powstało w porozumieniu z Przewodniczącym Państwowej Komisji Planowania Gospodarczego i Ministrem Skarbu. Powołanie Zjednoczenia pozostawało w ścisłym związku z dekretem z 1947 r. o tworzeniu przedsiębiorstw państwowych.
Nadzór państwowy nad Zjednoczeniem sprawował Minister Przemysłu Lekkiego.
Przedmiotem działalności Zjednoczenia było koordynowanie, nadzorowanie, kontrolowanie oraz ogólne kierownictwo działalności gospodarczej przedsiębiorstw państwowych lub będących pod zarządem państwowym.
Zjednoczenie działało w ramach narodowych planów gospodarczych oraz według zasad rozrachunku gospodarczego.
Przy Zjednoczeniu powołana była Rada Nadzoru Społecznego, której zakres działania, sposób powoływania i odwoływania jej członków, organizację i sposób wykonywania powierzonych czynności określało rozporządzenie Rady Ministrów. Rada Nadzoru Społecznego miała charakter niezależnego organu nadzorczego, kontrolnego oraz opiniodawczego, podlegającego w swej działalności nadzorowi Prezydium Krajowej Rady Narodowej.
Organem zarządzającym Zjednoczenia była dyrekcja, powoływana i zwalniana przez Ministra Przemysłu Lekkiego, składająca się w dyrektora naczelnego, reprezentującego dyrekcję samodzielnie oraz z podległych dyrektorowi naczelnemu czterech dyrektorów.
Do ważności zobowiązań, zaciąganych przez Zjednoczenie, wymagane było współdziałanie, zgodnie z uprawnieniami, przewidzianymi w statucie:
- dwóch członków Dyrekcji łącznie,
- jednego członka Dyrekcji łącznie z pełnomocnikiem handlowym w granicach jego pełnomocnictwa,
- dwóch pełnomocników handlowych łącznie w granicach ich pełnomocnictw.

### Wykaz przedsiębiorstw nadzorowanych
- Zakłady Przyborów Tkackich i Wyrobów Metalowych, przedsiębiorstwo państwowe wyodrębnione z siedzibą w Łodzi[1],
- Świdnickie Zakłady Szpilek, Okuć i Przyborów Tkackich, przedsiębiorstwo państwowe wyodrębnione z siedzibą w Świdnicy,
- Zakłady Wyrobów Drzewnych Przemysłu Włókienniczego, przedsiębiorstwo państwowe wyodrębnione z siedzibą w Łodzi,
- Dolnośląskie Zakłady Wyrobów Drzewnych Przemysłu Włókienniczego, przedsiębiorstwo państwowe wyodrębnione z siedzibą w Grzmotach,
- Kowarska Fabryka Filców Technicznych, przedsiębiorstwo państwowe wyodrębnione z siedzibą w Kowarach,
- Tomaszowska Fabryka Filców Technicznych, przedsiębiorstwo państwowe wyodrębnione z siedzibą w Tomaszowie Mazowieckim,
- Zakłady Tkanin Technicznych i Pasów, przedsiębiorstwo państwowe wyodrębnione z siedzibą w Łodzi,
- Dolnośląska Wytwórnia Tkanin Technicznych, przedsiębiorstwo państwowe wyodrębnione z siedzibą w Pieszycach,
- Pomorska Fabryka Taśm i Pasów, przedsiębiorstwo państwowe wyodrębnione z siedzibą w Bydgoszczy,
- Zakłady Lin i Powrozów, przedsiębiorstwo państwowe wyodrębnione z siedzibą w Łodzi,
- Bielskie Zakłady Obić Zgrzebnych, przedsiębiorstwo państwowe wyodrębnione z siedzibą w Bielsku,
- Bielskie Zakłady Lin i Powrozów, przedsiębiorstwo państwowe wyodrębnione z siedzibą w Bielsku,
- Zakłady Uszczelnień i Wyrobów Azbestowych „Azbest”, przedsiębiorstwo państwowe wyodrębnione z siedzibą w Łodzi,
- Biuro Sprzedaży Artykułów i Tkanin Technicznych, przedsiębiorstwo państwowe wyodrębnione z siedzibą w Łodzi.